# Lomaptera linae
Lomaptera linae är en skalbaggsart som beskrevs av Raffaello Gestro 1893. Lomaptera linae ingår i släktet Lomaptera och familjen Cetoniidae. Inga underarter finns listade i Catalogue of Life.